# Tympanocryptis cephalus
Tympanocryptis cephalus är en ödleart som beskrevs av  Günther 1867. Tympanocryptis cephalus ingår i släktet Tympanocryptis och familjen agamer. Inga underarter finns listade i Catalogue of Life.